# Азот-моноксид
Азот-оксид или азот-моноксид је a хемијско једињење са хемијском формулом O. Овај гас је важни сигнални молекул у организму сисара, укључујући и човека и изузетно важан интермедијер у хемијској индустрији. Он је такође и токсични продукт у ваздуху, који настаје као издувни гас аутомобила и фабрика.
NO је важан преносилац информација у молекулима, који укључује многе физиолошке и патолошке процесе у организму сисара, он је и користан и штетан. Одговарајући нивои  продукције су важни у заштити органа од оштећења, нпр. заштита јетре од исхемије. Међутим одражавајући нивои  продукције одражавају се директно као отров у ткиву и доприносе васкуларним колапсима, удруженим са септичким шоком, док год је хронични облик азот-моноксида удружен са различитим карциномима у инфламаторним условима, укључујући почетне стадијуме дијабетеса, мултипле склерозе, артритиса и улцерозног колитиса.
Азот оксид не треба мешати са азот-субоксидом (N2O), општим анестетиком или са азот-диоксидом (NO2) који представља још један облик загађивача ваздуха. NO молекул је слободни радикал, што је од велике важности за разумевање његове велике активности. У реакцији са кисеоником у ваздуху, препознаје се по црвенкасто-браон боји.
Упркос томе што је у почетку био обичан молекул, NO је основни молекул за разумевање бројних процеса у неурологији, психологији, и имунологији, па је и проглашен за “Молекул године” 1992.